# Tamara Tippler
Tamara Tippler (ur. 9 kwietnia 1991 w Mautern) – austriacka narciarka alpejska specjalizująca się w konkurencjach szybkościowych.

## Kariera
Na arenie międzynarodowej Tamara Tippler po raz pierwszy pojawiła się 11 grudnia 2006 roku w Pitztal, gdzie w zawodach FIS Race w gigancie zajęła 37. miejsce.
W zawodach Pucharu Świata zadebiutowała 2 grudnia 2011 roku w Lake Louise, gdzie zajęła 49. miejsce w zjeździe. Pierwsze pucharowe punkty wywalczyła 24 lutego 2013 roku w Meribel, zajmując 25. miejsce w superkombinacji. Na podium zawodów pucharowych pierwszy raz stanęła 6 grudnia 2015 roku w Lake Louise, kończąc supergigant na drugiej pozycji. Uplasowała się tam za Amerykanką Lindsey Vonn a przed swą rodaczką Cornelią Hütter. Najlepsze wyniki osiągała w sezonie 2014/2015, kiedy zajęła 97. miejsce w klasyfikacji generalnej, a w klasyfikacji supergiganta zajęła 39. miejsce.

## Osiągnięcia

### Igrzyska olimpijskie
| Miejsce | Dzień     | Rok  | Miejscowość | Konkurencja | Czas    | Strata | Zwyciężczyni     |
| ------- | --------- | ---- | ----------- | ----------- | ------- | ------ | ---------------- |
| 21.     | 17 lutego | 2018 | Pjongczang  | Supergigant | 1:21,11 | +1,39  | Ester Ledecká    |
| 4.      | 11 lutego | 2022 | Pekin       | Supergigant | 1:13,51 | +0,33  | Lara Gut-Behrami |
| 19.     | 15 lutego | 2022 | Pekin       | Zjazd       | 1:31,87 | +2,52  | Corinne Suter    |

### Mistrzostwa świata
| Miejsce | Dzień     | Rok  | Miejscowość       | Konkurencja | Czas biegu | Strata | Zwyciężczyni       |
| ------- | --------- | ---- | ----------------- | ----------- | ---------- | ------ | ------------------ |
| 20.     | 7 lutego  | 2017 | Sankt Moritz      | Supergigant | 1:21,34    | +2,08  | Nicole Schmidhofer |
| 12.     | 5 lutego  | 2019 | Åre               | Supergigant | 1:04,89    | +0,72  | Mikaela Shiffrin   |
| 9.      | 10 lutego | 2019 | Åre               | Zjazd       | 1:01,74    | +0,81  | Ilka Štuhec        |
| 7.      | 11 lutego | 2021 | Cortina d’Ampezzo | Supergigant | 1:25,51    | +0,87  | Lara Gut-Behrami   |
| 7.      | 13 lutego | 2021 | Cortina d’Ampezzo | Zjazd       | 1:34,27    | +0,54  | Corinne Suter      |

### Mistrzostwa świata juniorów
| Miejsce | Dzień       | Rok  | Miejscowość       | Konkurencja | Czas biegu | Strata | Zwyciężczyni            |
| ------- | ----------- | ---- | ----------------- | ----------- | ---------- | ------ | ----------------------- |
| 5.      | 31 stycznia | 2010 | Region Mont Blanc | Supergigant | 1:32,21    | +0,63  | Marine Gauthier         |
| DNF2    | 1 lutego    | 2010 | Region Mont Blanc | Slalom      | 1:34,47    | -      | Christina Geiger        |
| DNF     | 4 lutego    | 2010 | Region Mont Blanc | Zjazd       | 1:20,89    | -      | Jéromine Géroudet       |
| DNS     | 5 lutego    | 2010 | Region Mont Blanc | Gigant      | 1:38,34    | -      | Mona Løseth             |
| 11.     | 1 lutego    | 2011 | Crans-Montana     | Zjazd       | 1:32,11    | +1,77  | Lotte Smiseth Sejersted |
| DNF     | 5 lutego    | 2011 | Crans-Montana     | Supergigant | 1:28,23    | -      | Elena Curtoni           |

### Puchar Świata

#### Miejsca w klasyfikacji generalnej
- sezon 2012/2013: 111.
- sezon 2013/2014: 106.
- sezon 2014/2015: 97.
- sezon 2015/2016: 30.
- sezon 2016/2017: 60.
- sezon 2017/2018: 36.
- sezon 2018/2019: 26.
- sezon 2019/2020: 30.
- sezon 2020/2021: 11.
- sezon 2021/2022: 21.

#### Miejsca na podium
1. Lake Louise – 6 grudnia 2015 (supergigant) – 2. miejsce
2. Soldeu – 27 lutego 2016 (supergigant) – 3. miejsce
3. Lenzerheide – 12 marca 2016 (supergigant) – 3. miejsce
4. Cortina d’Ampezzo – 20 stycznia 2019 (supergigant) – 3. miejsce
5. Soldeu – 14 marca 2019 (supergigant) – 2. miejsce
6. Sankt Anton – 9 stycznia 2021 (zjazd) – 2. miejsce
7. Crans-Montana – 24 stycznia 2021 (supergigant) – 2. miejsce
8. Garmisch-Partenkirchen – 1 lutego 2021 (supergigant) – 3. miejsce
9. Cortina d’Ampezzo – 23 stycznia 2021 (supergigant) – 2. miejsce
10. Garmisch-Partenkirchen – 30 stycznia 2022 (supergigant) – 3. miejsce